# Conquest of the Empire
Conquest of the Empire es un juego de tablero creado por Larry Harris, publicado en 1984 Milton Bradley y reeditado en verano de 2005 por Eagle Games tras una revisión efectuada por Glenn Drover y Martin Wallace. En 2006 se editó en castellano en España por Edge Entertainment. Conquest of the Empire es muy similar al popular Axis and Allies, también de MB y del mismo diseñador, Larry Harris. El juego está basado en la guerra civil que sufrió el Imperio romano en el siglo II tras la muerte de Marco Aurelio.
De 2 a 6 jugadores y de cerca de dos horas de duración media. Se puede jugar a dos modalidades diferentes, por lo que muchos han considerado que bien se podrían considerar dos juegos en uno. La primera de ellas tiene como objetivo la eliminación de los emperadores rivales, mientras que la segunda, mucho más compleja y profunda tiene como objetivo recaudar el mayor número posible de puntos de victoria.

## Conquest of the Empire Classic
Los jugadores empiezan con un César, seis generales, un pequeño número de unidades de combate, y una Provincia Patria. Hay seis Provincias Patria: Hispania, Italia, Macedonia, Numidia, Egipto, y Galatia-- cada una de las cuales posee una ciudad fortificada. La selección de provincias patrias disponible para los jugadores se determina en función del número de jugadores. El objetivo es capturar los Césares de los demás jugadores.

### Elementos del juego

#### Escala Tributaria
Sirve para señalar los tributos que le corresponden a cada jugador, cada provincia tiene un valor (5 o 10, cuando se conquista una se suma esa cantidad a la escala, o se resta si la pierdes. Las ciudades dan una bonificación de 5 a la Escala Tributaria.
Cuando la Escala Tributaria llega a "205" sube la inflación multiplicando los costes por dos. Si llega hasta 305, el precio se triplicará con respecto al coste base. La inflación nunca baja.

#### Provincia Patria
Cada jugador dispone de una Provincia Patria, de ella surgen las unidades que se reclutan a lo largo del juego, y concede además los Talentos (monedas del juego) iniciales. Si esta provincia es conquistada por un enemigo no se pierde, pero será imposible volver a reclutar tropas hasta que el jugador la recupere.

### Unidades
Las unidades pueden ser terrestres o navales (Galeras). Y las terrestres a su vez pueden ser Líderes (los Generales y el César) o militares (Caballería, Infantería, Catapulta).
Todas las unidades (a excepción de las galeras) se deben agrupar en legiones conteniendo un número de hasta seis unidades. Cada legión debe estar bajo el control de un general o un Cesar para moverse, aunque una legión puede estar detenida sin un comandante en una provincia que tenga ciudad. Todos los refuerzos se colocan en la Provincia Patria, y no se pueden mover al frente de batalla hasta el comienzo del siguiente turno.
| Tipo de unidad | Coste original | Fuerza              | Movimiento |
| -------------- | -------------- | ------------------- | ---------- |
| Infantería     | 10             | 4                   | 1          |
| Caballería     | 25             | 5                   | 2          |
| Catapultas     | 40             | 6                   | 1          |
| Galeras        | 25             | 3 (en un mar vacío) | 2          |

#### César
Es la figura más importante, permite el movimiento de las tropas y su muerte significa la derrota definitiva del jugador. Tienen dos puntos de movimiento.

#### Generales
Son cuatro y tienen las mismas características que el César, salvo que su captura no significa la derrota.

#### Infantería
Son las unidades militares más baratas, con un solo punto de movimiento su principal ventaja radica en su mayor probabilidad de "asestar golpes" ya que gozan de dos caras en los dados de combate.

#### Caballería
Aunque más caras que la infantería, la caballería tiene dos puntos de movimiento y otorgan la opción de perseguir al enemigo que se retira.

#### Catapultas
Las catapultas tienen un solo punto de movimiento, pero también otorgan dos ventajas importantes. En primer lugar, una catapulta "asesta golpe" incluso en la "reserva", y en segundo lugar elimina uno de los dos dados adicionales que tiene el defensor de una ciudad fortificada cuando se usa en el combate de forma activa.

#### Galeras
Se mueven de forma independiente, tienen dos puntos de movimiento y pueden transportar unidades.

### Ciudades, Fortificaciones y Caminos
Las ciudades sirven para conectar caminos y otorgar 5 Talentos más en la Escala Tributaria del que la gobierne (aquel que conquiste la provincia). Las Fortificaciones otorgan, a las ciudades, defensa. Esto se manifiesta en dos dados adicionales cuando se trate de un combate de defensa de esa provincia. Los caminos conectan ciudades de provincias adyacentes, todas las provincias interconectadas con caminos requieren de un solo punto de movimiento para cruzarlas.

### Modo de juego
Cada turno consta de 6 acciones: Desplazamiento, Combate, Recolección de tributos, Destrucción de ciudades, Compra de nuevas piezas y la colocación de estas.

#### Desplazamiento
El jugador únicamente podrá desplazar a los líderes (Generales y César) o a las Galeras. Al desplazar un líder puede llevar consigo hasta siete unidades militares (infantería, caballería y catapulta) bajo las limitaciones de movimiento de cada una. Así, los líderes y la caballería tienen dos puntos de desplazamiento, mientras que las catapultas y la infantería solo uno. Por ejemplo, un cesar quiere desplazar 3 caballerías, 3 infanterías y una catapulta. Mueve todas las unidades hasta la provincia adyacente, aún podría desplazar la caballería (en compañía del césar) hacia una provincia más (por sus dos puntos) pero la infantería y la catapulta deben quedarse donde están. Las unidades pueden entrar en una provincia ocupada por el enemigo, pero no seguir avanzando, deben combatir o retirarse.

##### Desplazamiento naval
Cada galera tiene dos puntos de movimiento. Al comprar una galera esta se coloca en la costa de tu Provincia Patria. La galera gasta un punto en "hacerse a la mar" (ir al centro de la zona marítima) y otro punto en cambiar de zona (al centro). Por tanto, siempre que la galera este en una costa debe gastar un punto en ir hacia el centro de su zona marítima, de ahí puede o cambiar de zona marítima o ir a otra costa de la MISMA zona.
Las galeras pueden transportar hasta siete unidades militares y cualquier número de líderes de una costa a otra, pero las unidades no pueden ser desplazadas en el mismo turno en el que embarquen y desembarquen.
Cuando las galeras lleven tropas, deberá ser avisado o señalizado al resto de jugadores desplazándolo a un lugar fuera del tablero.

#### Combate
Las legiones de combate se conforman en 5 unidades más una unidad extra por cada líder que participe en la batalla; es obligatorio hacer la legión lo más numerosa posible dejando las sobrantes en "reserva" para ir sustituyendo a las caídas en combate.
Cada jugador (atacante y defensor) lanza tantos dados como unidades militares (no líderes) tenga en la batalla. Dos dados adicionales si el defensor posee una ciudad fortificada en la provincia que defiende o sólo un dado adicional (de la ciudad fortificada) si el atacante tiene una catapulta en la legión de batalla.
Los dados no son numéricos. Tienen dibujados las unidades militares. Al lanzar los dados el jugador compara los resultados con sus figuras (los dibujos de galeras y la cara en blanco son fallos), las que coincidan son "golpes asestados" (las catapultas se pueden comparar aunque estén en la reserva) y eliminan tantas unidades del jugador contrario. (Si sacas 3 infanterías y solo tienes dos, sólo son 2 golpes asestados). El defensor tira ahora los dados y actúa de la misma forma. Ahora los jugadores retiran de su propia legión el número de unidades que le han eliminado (tu escoges). Hay que tener en cuenta que los lanzamientos, aunque por turnos, se consideran simultáneos, por ello las unidades no se retiran hasta después de que los dos efectuaran las tiradas. Aquí termina una ronda. Antes de empezar una segunda ronda, los jugadores deciden si continúan o si se retiran. Si al final de una batalla solo queda un General, es capturado. Si sólo queda el César ese jugador ha sido eliminado.

##### Retirada
El jugador que se retira mueve a los supervivientes a una provincia adyacente; entonces el ganador de la batalla efectúa una última tirada y compara las caballerías. Si hay alguna coincidencia (golpes asestados) él mismo retira las unidades abatidas del jugador que se retiró. (los líderes jamás caen en las retiradas).

##### Combate naval
Se tiran dos dados por cada Galera en combate, los resultados se comparan de la misma forma que en las batallas navales. Las unidades embarcadas mueren al ser la galera hundida, los generales capturados y el César muerto.

#### Recolección de tributos
El jugador cobra ahora la cantidad de Talentos (monedas) que marca su ficha en la "Escala Tributaria" que representa el valor total de las provincias conquistadas y las ciudades que gobierna.

#### Destrucción de ciudades
Si el jugador ve que le van a conquistar una ciudad, o a aprovechar un camino puede ahora destruir las ciudades que considere necesarias (menoscabando su escala tributaria).

#### Compra de nuevas piezas
Es el momento de comprar nuevas piezas para el siguiente turno. El coste es:
| Tipo de unidad     | Coste |
| ------------------ | ----- |
| Infantería         | 10    |
| Caballería         | 25    |
| Catapultas         | 40    |
| Galeras            | 25    |
| Ciudad fortificada | 50    |
| Ciudad             | 30    |
| Fortificación      | 20    |
| Camino             | 10    |

#### Colocación de nuevas piezas
Se colocan ahora las unidades militares nuevas en la Provincia Patria, las Galeras en una zona marítima adyacente a esta, y las ciudades y caminos en cualquier provincia conquistada.

## Conquest of the Empire II
Esta modalidad ha sido ideada con la reedición del juego y nada tiene que ver con la original.
El objetivo es recaudar el mayor número posible de puntos de influencia, comprando a la población, sobornando senadores, mediante personalidades políticas, etc.
El juego tiene un tiempo determinado por eventos denominados "Estación de Campañas" cuyos marcadores están situados en el lateral izquierdo del tablero. Cada Estación de Campañas consta de seis fases (siete en la inicial):
1. Colocar las Fichas de Provincia.
2. Colocar las Tarjetas de Conquista disponibles.
3. Decidir las Alianzas entre los jugadores y el orden de los turnos.
4. Colocar las unidades iniciales (sólo en la primera Estación de Campañas).
5. Acciones de los jugadores (2 por jugador por ronda).
6. Impuestos y mantenimiento.
7. Puntos de Victoria y Caos.

### Elementos del juego
Se describen a continuación los distintos elementos de juego que varían con respecto al juego original.

#### Tabla de Puntos de Victoria
La antes Escala Tributaria pasa a ser, en esta modalidad, la tabla que marcará los Puntos de Victoria que obtienen al final de cada Estación de Campaña.

#### Unidades
Las unidades son exactamente las mismas que en el Conquest of the Empire Classic, solo que ahora ninguna tiene puntos de movimiento propiamente dichos. Ni las ventajas (exceptuando la doble probabilidad de la infantería) de las que antes gozaban. En esta ocasión los Generales y los Césares sirven sobre todo para ejecutar movimientos y comprar influencia.
Las Galeras ahora bloquean los estrechos, participan en batallas (incluso las terrestres) y ayudan en el desplazamiento de las tropas.

#### Cartas
Las cartas son un elemento completamente nuevo que dan color a la jugabilidad. Se dividen principalmente en dos categorías: los naipes de conquista, y los votos senatoriales.

##### Naipes de Conquista
Estas cartas representan diversos eventos que favorecen a los jugadores. Cada carta (incluidos los votos senatoriales) tienen un coste, este es el precio que deben pagar para adquirirla y así poder disfrutar de sus ventajas. Existen cartas que no tienen ningún coste impreso, son gratuitas.